# Oediblemmus
Oediblemmus is een geslacht van rechtvleugeligen uit de familie krekels (Gryllidae). De wetenschappelijke naam van dit geslacht is voor het eerst geldig gepubliceerd in 1898 door Saussure.

## Soorten
Het geslacht Oediblemmus omvat de volgende soorten:
- Oediblemmus chopardi Morales-Agacino, 1956
- Oediblemmus olcesei Bolívar, 1885